# Nguyễn Văn Tâm (thủ tướng)
Nguyễn Văn Tâm (阮文杺, 1893 – 1990) là Thủ tướng chính quyền Quốc gia Việt Nam dưới quyền Quốc trưởng Bảo Đại từ tháng 6 năm 1952 đến tháng 12 năm 1953. Ông là người Tây Ninh, nguyên đảng viên Chi bộ Pháp của Quốc tế Công nhân (sau là Đảng Xã hội Pháp).

## Tiểu sử
Nguyễn Văn Tâm sinh ngày 16 tháng 10 năm 1893 tại Tây Ninh, tuy nhiên có một vài tư liệu nói ông sinh năm 1895, xuất thân từ một thầy giáo dạy trường Tây Ninh, sau được chuyển qua ngạch hành chính với chức vụ đốc phủ. Ông có học một năm quản lý hành chính tại Hà Nội, viết và nói tiếng Pháp rất hay và lưu loát.
Trong giai đoạn làm quận trưởng quận Cai Lậy khoảng những năm 1930 và đặc biệt là 1940-1941, khi khởi nghĩa Nam Kỳ nổ ra, Nguyễn Văn Tâm tỏ ra cứng rắn đến tàn bạo, thẳng tay đàn áp những người cộng sản cách mạng, nên ông được đặt cho biệt danh "cọp Cai Lậy" hay "hùm xám Cai Lậy". Tháng 9 năm 1945, sau khi Việt Minh giành lại chính quyền từ tay người Pháp, ông bị tổ chức Thanh niên tiền phong của Việt Minh bắt ở Chợ Đệm, bị chặt ngón tay giữa và bị tống giam. Nhưng sau đó, quân Pháp nổ súng chiếm lại Sài Gòn. Ông Tâm được quân Pháp cứu ra trong một trận tảo thanh do đại tá Massu chỉ huy vào tháng 9 năm 1945.
Ông lại được người Pháp sử dụng và giao cho cai quản quận cũ Cai Lậy. Năm 1950, ông Tâm được trao chức Tổng giám đốc công an Sài Gòn.
Sau đó, ông có mặt trong chính phủ Trần Văn Hữu chuyên trách về bảo vệ an ninh chống cộng.
Ông được bổ làm Thủ hiến Bắc Việt thay ông Nguyễn Hữu Trí của đảng Đại Việt vào tháng 12 năm 1951.
Tháng 6 năm 1952, vì Việt Minh tấn công mạnh ở miền bắc Việt Nam nên Bảo Đại trao quyền thủ tướng cho ông. Tuy nhiên, nội các do ông Tâm thành lập, trừ ông Vũ Hồng Khanh lãnh tụ Việt Nam Quốc dân đảng làm bộ trưởng thanh niên và thể thao, số còn lại không được người dân tín nhiệm vì xu hướng thân Pháp quá rõ ràng.
Ông Tâm làm thủ tướng đến tháng 12 năm 1953, thay ông là ông Nguyễn Phúc Bửu Lộc.

## Sang Pháp định cư
Năm 1955, ông sang Pháp định cư. Ông qua đời ở Paris ngày 23 tháng 11 năm 1990, thọ 97 tuổi.

## Gia đình
Ông có một người con trai là Trung tướng Nguyễn Văn Hinh, Tổng tham mưu trưởng Quân đội Quốc gia Việt Nam (1952 – 1954), Trung tướng Không quân (Général de corps aérien), Tham mưu phó Không quân Pháp (1964 – 19??).
Ông có một người cháu nội tên là Jonathan Nguyễn Văn Tâm, hiện là Phó Chủ nhiệm Y tế Anh.